# 광주지산초등학교
광주지산초등학교는 대한민국 광주광역시 북구 지야동에 있는 공립 초등학교다.

## 연혁
- 1923년 9월 20일 지산공립보통학교(4년제) 개교설립인가 8월 1일
- 1928년 4월 1일 6년제 개편
- 1938년 4월 1일 지산공립심상소학교로 개칭[1]
- 1941년 4월 1일 지산공립국민학교로 개칭[2]
- 1949년 12월 31일 지산국민학교로 명칭 변경[3]
- 1957년 11월 26일 광주지산국민학교로 개칭(광주시 편입[4])
- 1965년 11월 1일 양산분교장 설치
- 1994년 3월 1일 주암국민학교 통폐합
- 1996년 3월 1일 광주지산초등학교로 개칭[5]
- 2020년 1월 3일 제95회 졸업(29명, 총 7,045명)
- 2021년 1월 19일 제96회 졸업(25명, 총 7,070명)
- 2021년 9월 1일 제44대 이광자 교장 취임
- 2022년 1월 5일 제97회 졸업(23명 총 7,093명)

## 통학구역
- 북구 지야동 1통~2통
- 북구 용두동 6통
- 북구 용전동 13통~16통
- 북구 생용동 17통, 18통
- 북구 월출동 19통, 20통
- 북구 대촌동 21통, 22통
- 장성군 진원면 학림리 15통 1반, 15통 2반, 15통 3반, 16통 1반, 16통 2반[6]
- 장성군 진원면 산동리 12통 1반, 13통 1반, 14통 1반[6]

## 학교 상징
- 교화 - 철쭉 : 높은 기상
- 교목 - 소나무 : 굳센 의지
- 교색 - 초록 : 희망, 성장

## 참고 자료
- 광주지산초등학교 - 한국교육학술정보원 학교알리미